# Johannes Fibiger
Johannes Andreas Grib Fibiger (23. dubna 1867 Silkeborg – 30. ledna 1928 Kodaň) byl dánský lékař, nositel Nobelovy ceny za fyziologii a medicínu za rok 1926. Dostal ji za objev organismu jím nazvaného Spiroptera carcinoma, který údajně způsoboval rakovinu u myší. Později se však ukázalo, že tento organismus není primární příčinou tumorů. Na druhou stranu však bylo časem potvrzeno Fibigerovo tušení, že parazitní organismy mohou být příčinami rakoviny, i když se jedná o jiné druhy, než které podezíral Fibiger. Fibiger je také považován za autora prvního kontrolovaného klinického experimentu, který proběhl roku 1898.
Johannes Fibiger získal doktorát medicíny roku 1890 a studoval v Berlíně u Roberta Kocha a Emila Adolfa von Behringa. Výzkumný doktorát obdržel roku 1895 v Kodani, kde poté působil jako profesor a ředitel Institutu anatomické patologie.